# Ammunitionsdepot
Et ammunitionsdepot er et depot til opbevaring af ammunition til håndvåben eller artilleri.
Ammunitionsdepoter er typisk placeret på steder, hvor de ikke risikerer at forrette skade på omgivelserne i tilfælde af uheld. Ligeledes er de placeret taktisk i forhold til fjenderetningen (i.e. dér, hvor fjenden kommer fra).
Ammunitionsdepoter søges sikret mod eksplosioner, der vil kunne medføre detonering af ammunitionen og påføre skade på omgivelserne. Der har gennem tiderne sket en række ulykker i forbindelse med eksplosioner af ammunitionsdepoter, bl.a. ved RAF Fauld-ulykken i England i 1944.

## Eksterne links
- Wikimedia Commons har flere filer relateret til Ammunitionsdepot

| Militær | Spire Denne artikel om militær er en spire som bør udbygges. Du er velkommen til at hjælpe Wikipedia ved at udvide den. |